# Türkengraben

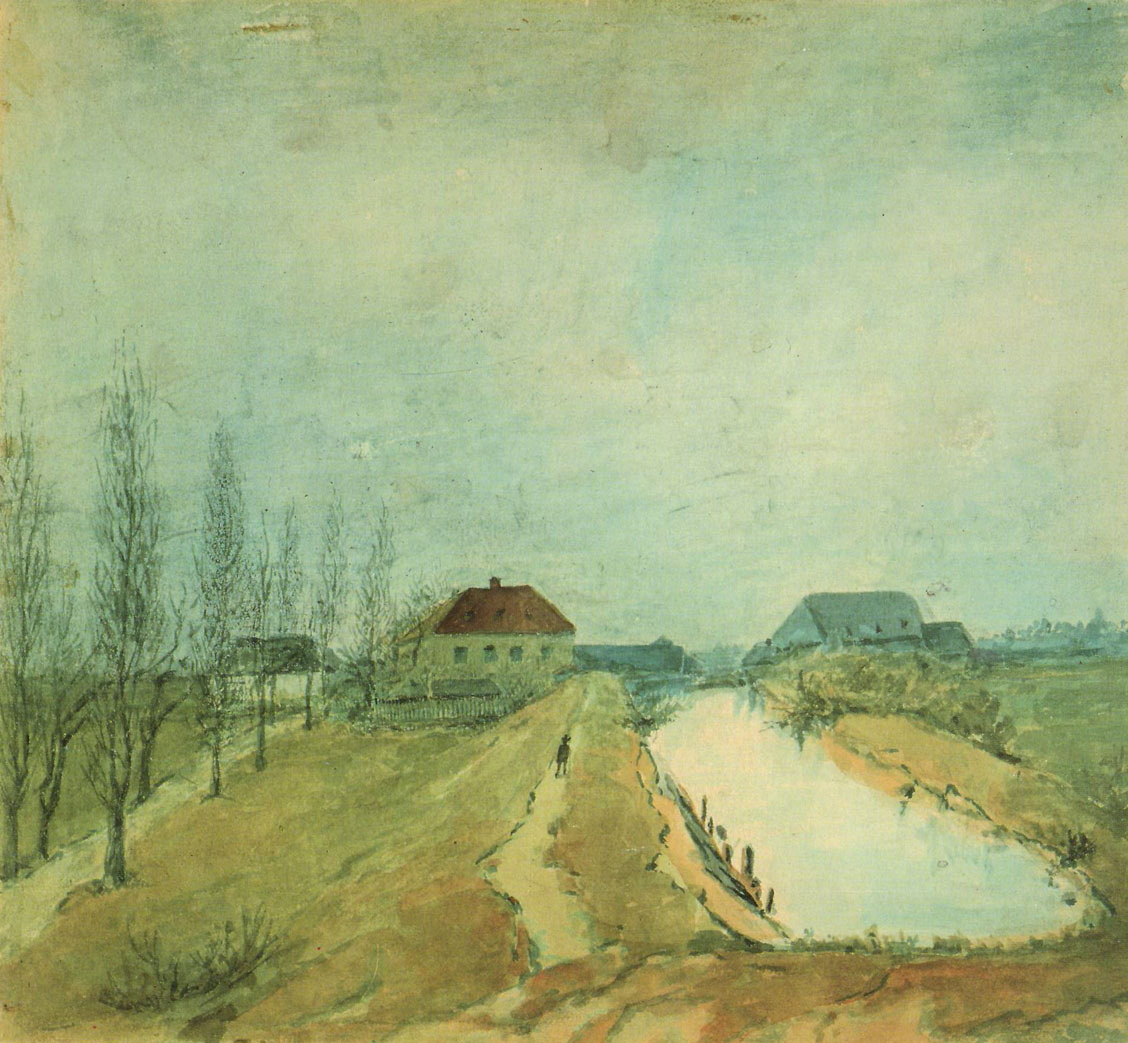
Der Türkengraben bei der Georgenschwaige, Joseph Puschkin, 1890

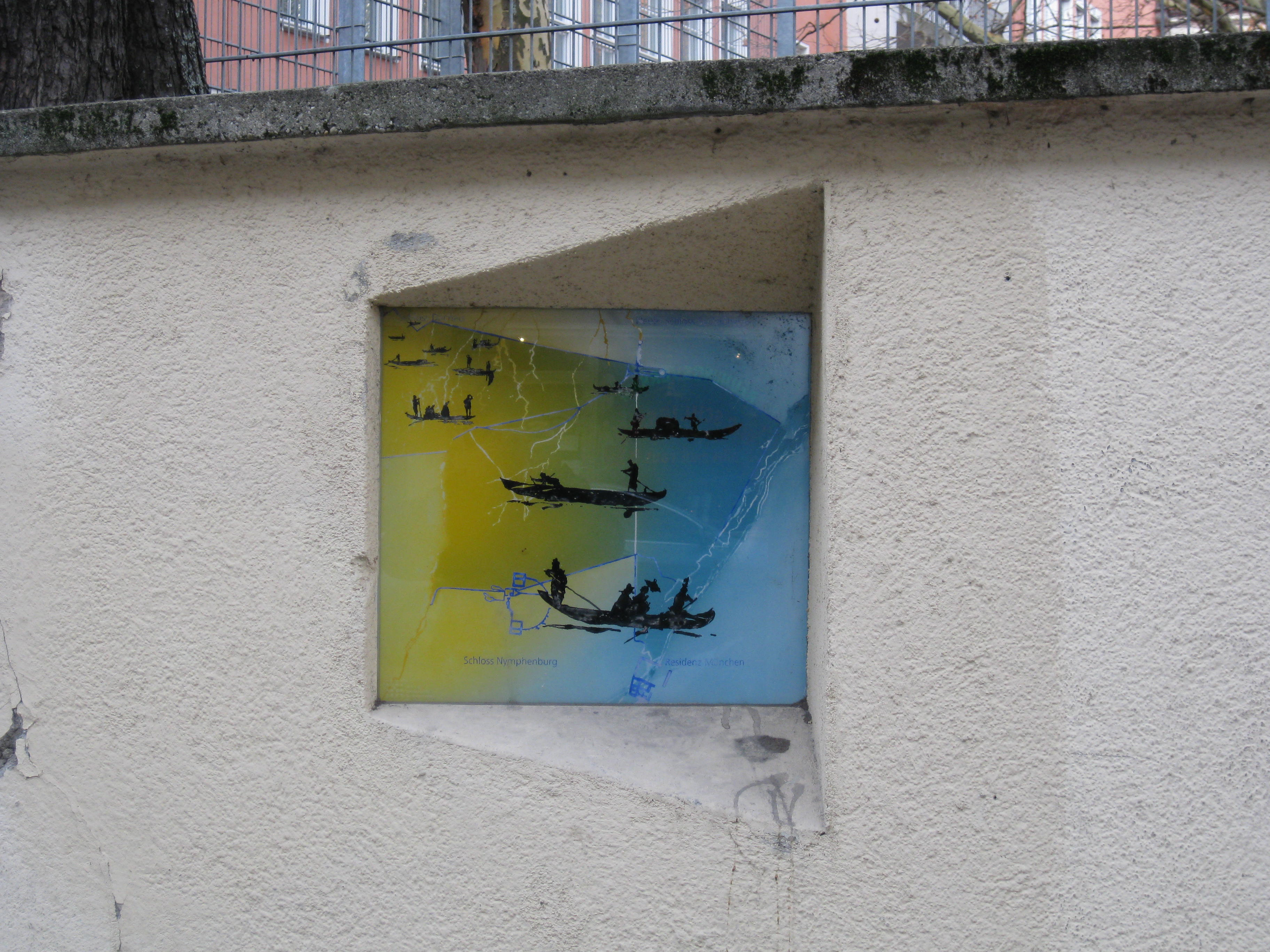
Fenster zur Erinnerung an den Türkengraben, Schellingstraße, Ecke Türkenstraße. Eines von fünf Fenstern des Künstlers Joachim Jung.

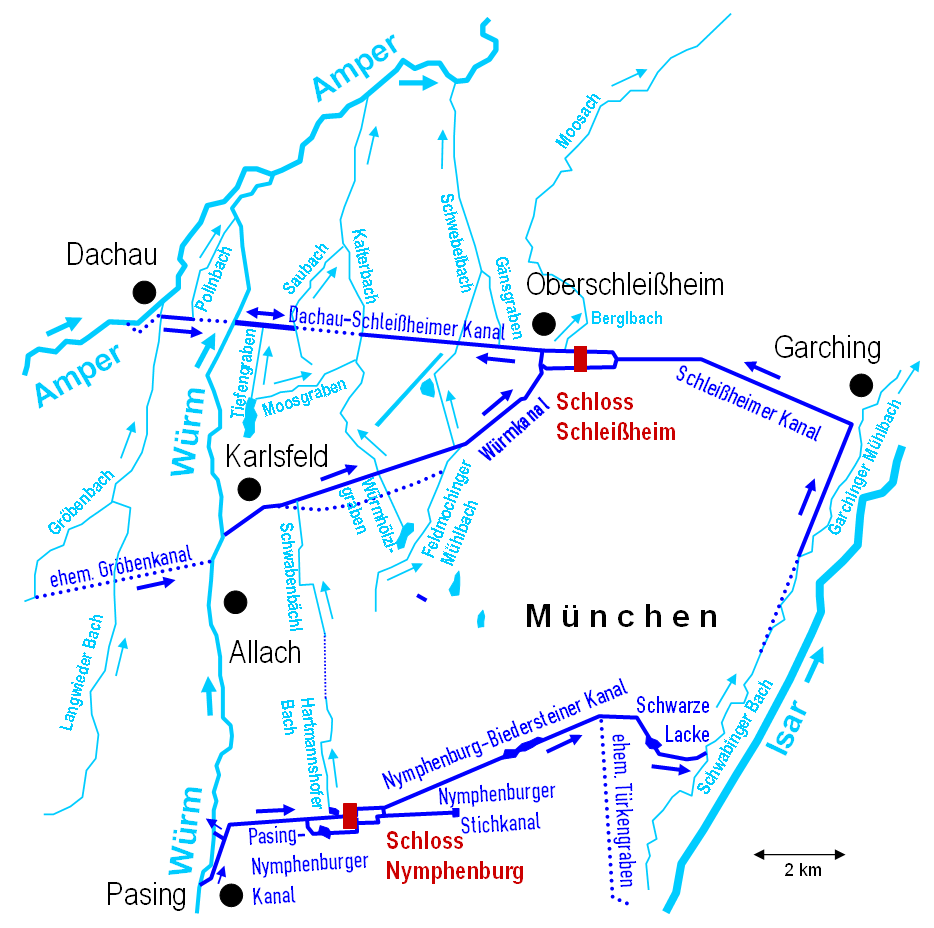
Kartenskizze: Nordmünchner Kanalsystem

Der Türkengraben (auch als Schwabinger Kanal bekannt) war ein zeitweise bestehender Kanal in München, der der heutigen Türkenstraße ihren Namen gab. Er war Teil des Nordmünchner Kanalsystems und wurde aus einem Ablauf des Westlichen Stadtgrabens, dem Palaisbächl, gespeist. Eine wohl geplante Verbindung zur Unteren Lände an der Isar über den Triftkanal wurde nicht realisiert. Der Bau der geplanten, 7,5 km langen Fortsetzung nach Schleißheim (Nouveau Canal de Schleissheim, Neuer Schleißheimer Kanal) wurde wegen der Besetzung Kurbaierns durch österreichische Truppen im Jahr 1705 nicht verwirklicht.

## Geschichte
Bauherr des Türkengrabens war der Kurfürst Max Emanuel (1662–1726). Ziel war es, die Münchener Residenz mit dem neuen Schloss in Schleißheim zu verbinden. Der kurfürstliche Geometer Mathias Paur plante den Kanal im Jahr 1701, Baubeginn war im Mai 1702.
Der Kanal wurde von Soldaten der kurfürstlichen Infanterie ausgehoben. Später bildete sich das Gerücht, dass auch türkische Kriegsgefangene an den Arbeiten beteiligt gewesen seien. Dies war nicht korrekt, da die türkischen Kriegsgefangenen aus dem Großen Türkenkrieg bereits bis 1699 ausgetauscht worden waren, führte jedoch zum Namen Türkengraben.
1704 wurden die Arbeiten am Kanal eingestellt. Zu dieser Zeit war das erste Teilstück des Kanals von der Münchner Residenz bis zur Mündung in den Nymphenburg-Biedersteiner Kanal fertiggestellt. Das nördliche Ende befand sich an der Georgenschwaige nahe der heutigen Kreuzung von Belgradstraße und Petuelring. Der größtenteils trockenliegende Kanal, der schon 1792 nicht mehr in Betrieb gewesen sein kann, weil Häuser auf ihm stehend erwähnt werden, wurde ab 1811 verfüllt und zum Teil überbaut. Die Richtung des Kanals zeigen heute die Fürstenstraße, die Nordendstraße, die Kurfürstenstraße und die Belgradstraße an. Bis nach 1914 verblieb noch ein etwa 100 m langes Teilstück bei der Georgenschwaige als Teich.

## Ehrung
In der Münchner Schellingstraße, Ecke Türkenstraße, erinnern fünf in eine Mauer eingelassene Fenster des Künstlers Joachim Jung an den Türkengraben. Die Fenster wurden von der Stiftung Straßenkunst der Stadtsparkasse München gefördert und 2005 eingeweiht.